# Vechtvliet
Vechtvliet of Veg(h)tvliet is een buitenplaats langs de rivier de Vecht in het Nederlandse dorp Breukelen.
Vechtvliet is als landhuis naar ontwerp van de bekende architect Philips Vingboons rond 1670 gebouwd voor de Amsterdamse koopman Willem van den Broeck. In de 18e eeuw is het hoofdgebouw ingrijpend verbouwd met ook in de 19e eeuw wijzigingen. Ignatius van Logteren vervaardigde omstreeks 1730 de twee beelden die vandaag de dag aan weerszijden van de voorgevel staan en Atalante en Meleager voorstellen. Bij het landhuis horen verder onder meer een dienstgebouw en een koetshuis inclusief stallen, Klein Vechtvliet geheten, en een hekwerk.